# Nikón (építész)
Nikón (2. század) görög építész
Galénosz atyja, korának híres építésze volt. Ókori források említést tesznek néhány elméleti tárgyú írásáról, amelyek nem maradtak fenn.